# 院士
院士或會士，是一種職位或頭銜，通常頒給頂級學術機構或科學研究組織的傑出人士，多由該等機構或組織透過評選後頒任的榮譽終身職務或頭銜。
個別國家對院士的禮遇可能有些差異，院士在社會上普遍享有極高的地位和尊敬，而來自美英兩國的院士尤其是世界各國網羅的對象，另外在蘇聯與中國的社會系統中，院士具有國家高級幹部的特權。

## 歷史緣由
1666年法国皇家科學院首次將傑出的科学家冠予院士頭銜（Fellow），享院士地位和禮遇（Fellowship），藉此爭取出色人才以厚植國家發展的實力，此后，英国、美国、日本、德国、俄罗斯的科學界亦纷纷跟進，「院士」成为科学家的最高榮耀和身份，即使在先進大國的科學研發界裡，院士數量整體稀少，常是各方搶奪的人才。